# Zsombolya
Zsombolya (románul Jimbolia, németül: Hatzfeld, szerbül Жомбољ / Žombolj, bolgárul Džimbolj) kisváros Romániában, Temes megyében.

## Fekvése
A város az Alföld délkeleti részén, a Temesközben (más néven Bánsági-alföldön) fekszik. Vasúton és közúton egyaránt határátkelő hely Románia és Szerbia között. Temesvárról a DJ59A úton és a Nagykikinda–Zsombolya–Temesvár-vasútvonalon lehet megközelíteni.

## Története
Az első írásos említés az 1333-as pápai tizedjegyzékben maradt fenn Chumbul néven. 1766-ban németeket telepítettek be, ekkor kapta a Hatzfeld nevet. Mivel a betelepítéskor 405 házával nagyobb volt, mint a környező helységek, rövidesen jelentős vásárközponttá vált a Temesvár és Kikinda közti területen. A története során több ízben a környező községek közigazgatási központja volt. 1857-ben adták át a Szeged–Temesvár-vasútvonalat, amely Zsombolyát is érintette. Az 1910-es évekre vasúti csomóponttá vált a lovrini és torontálszécsányi helyiérdekű vasútvonalak és a Nagybecskerek–Zsombolya kisvasúti vonal kiépítésével (utóbbi mára megszűnt). Az Bohn & Co téglagyár 1864-ben létesült.
A polgári közigazgatás bánsági helyreállítása után Torontál vármegyéhez tartozott.

### Az első világháború után
Trianon után 1920 és 1923 között a Szerb–Horvát–Szlovén Királyság része volt, 1924-ben településcserével  Nagyzsám, Csene és Újvár községekkel együtt Romániához került, cserében Módos községért. Német többségi lakossága a második világháború végén részben elmenekült, részben a Szovjetunióba deportálták. 1951-ben 486 bánáti sváb lakosát deportálták a Bărăganra. Visszatértük után túlnyomórészt kivándoroltak.

## Lakossága

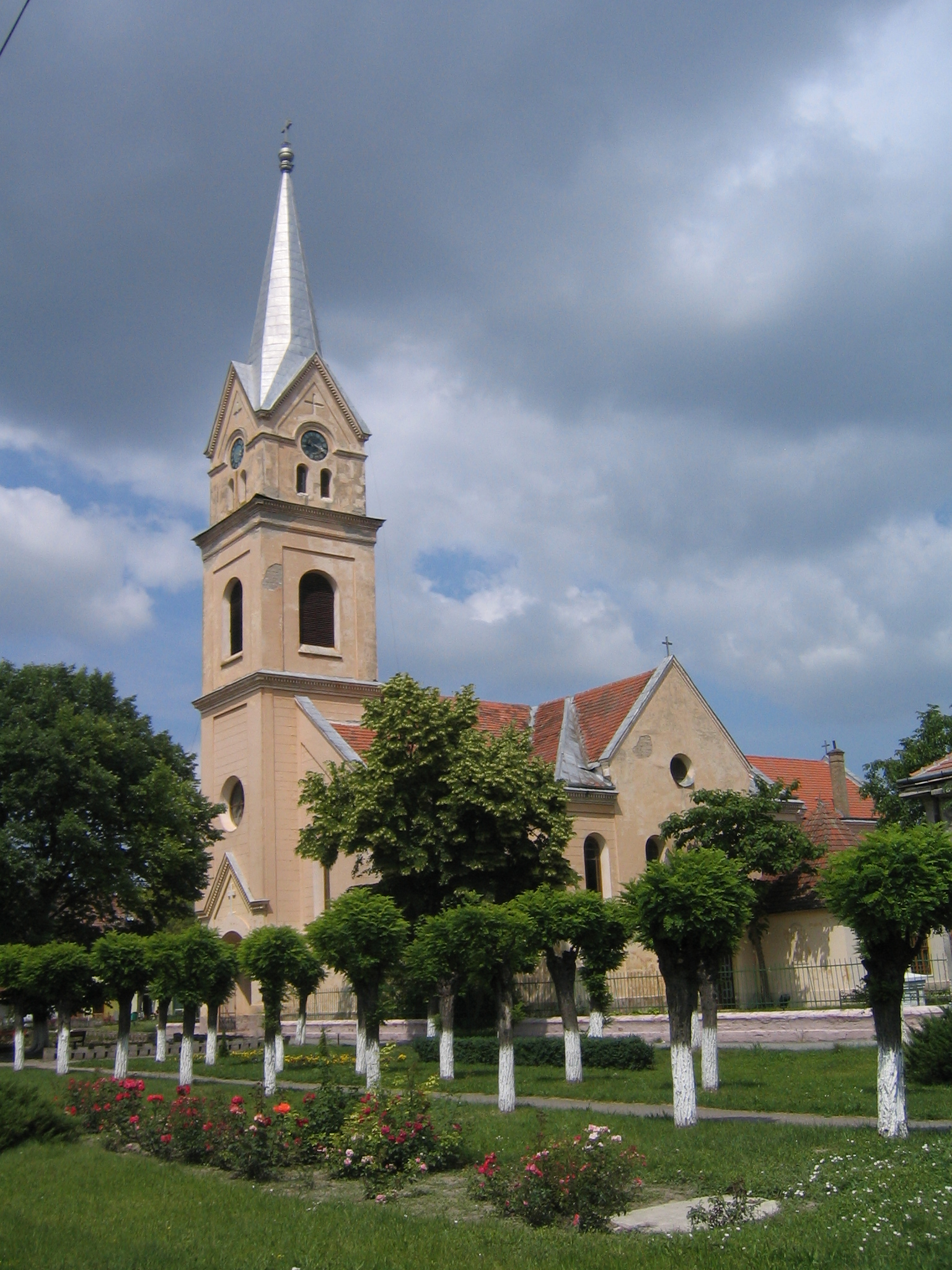
Római katolikus templom

A város lakosságának 14,8%-a magyar nemzetiségű.
| Lakosok száma | 11 281 | 13 633 | 14 682 | 11 830 | 11 136 | 10 808 | 13 597 | 10 179 |
|               | 1956   | 1966   | 1977   | 1992   | 2002   | 2011   | 2016   | 2021   |

## Önkormányzat és közigazgatás
Polgármestere 2000 és 2012 között a magyar nemzetiségű Kaba Gábor, RMDSZ-politikus volt.

## Látnivalók
- Maderspach Ferenc 1848-as honvéd százados síremléke
- Ştefan Jäger Múzeum –
- Florian Tűzoltómúzeum , ,
- Dr. Karl Diel emlékház
- Jimbolia Blues Festival – dzsesszfesztivál
- Sever Bocu – Sajtómúzeum (Muzeul Presei)
- Belső-kastély (ma gimnázium)

## Ismert emberek
- Karl Diel (1855–1930) sebész
- Marx Tamás (1871–1943) magyar pedagógiai író, szerkesztő
- gróf Csekonics Gyula (1875–1957) politikus, országgyűlési képviselő, huszárhadnagy, sportvezető
- gróf Csekonics Iván (1876–1951) politikus, diplomata, többek között varsói magyar nagykövet
- Ştefan Jäger (1877–1962) festő
- Mihályffy Irén (1882–1950) zenepedagógus, előadóművész
- Burghardt Rezső (1884 –1963) Munkácsy Mihály-díjas festőművész, tanár
- Ionathan X. Uranus (1909–1984) író, pap
- Szalayné Sándor Erzsébet (1961–) magyar jogász, egyetemi tanár és dékán, Nemzetiségi Ombudsmanhelyettes, az Európa Tanács nemzetközi szakértője
- Quint József (1882–1929) biológus, botanikus, tanítóképző-intézeti főigazgató
- Eduard Pap (1994) labdarúgókapus

## Képek

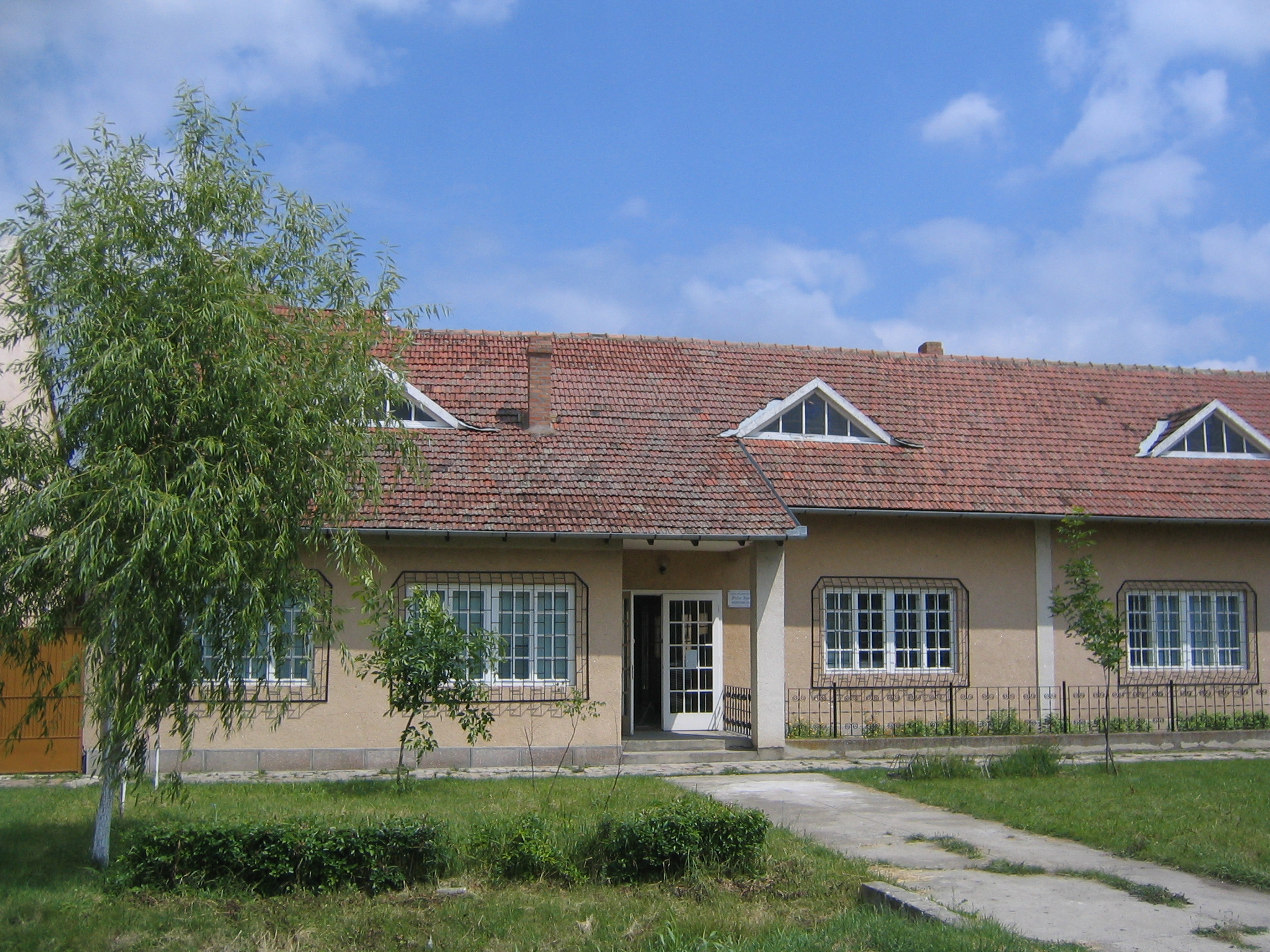
Ştefan Jager Múzeum
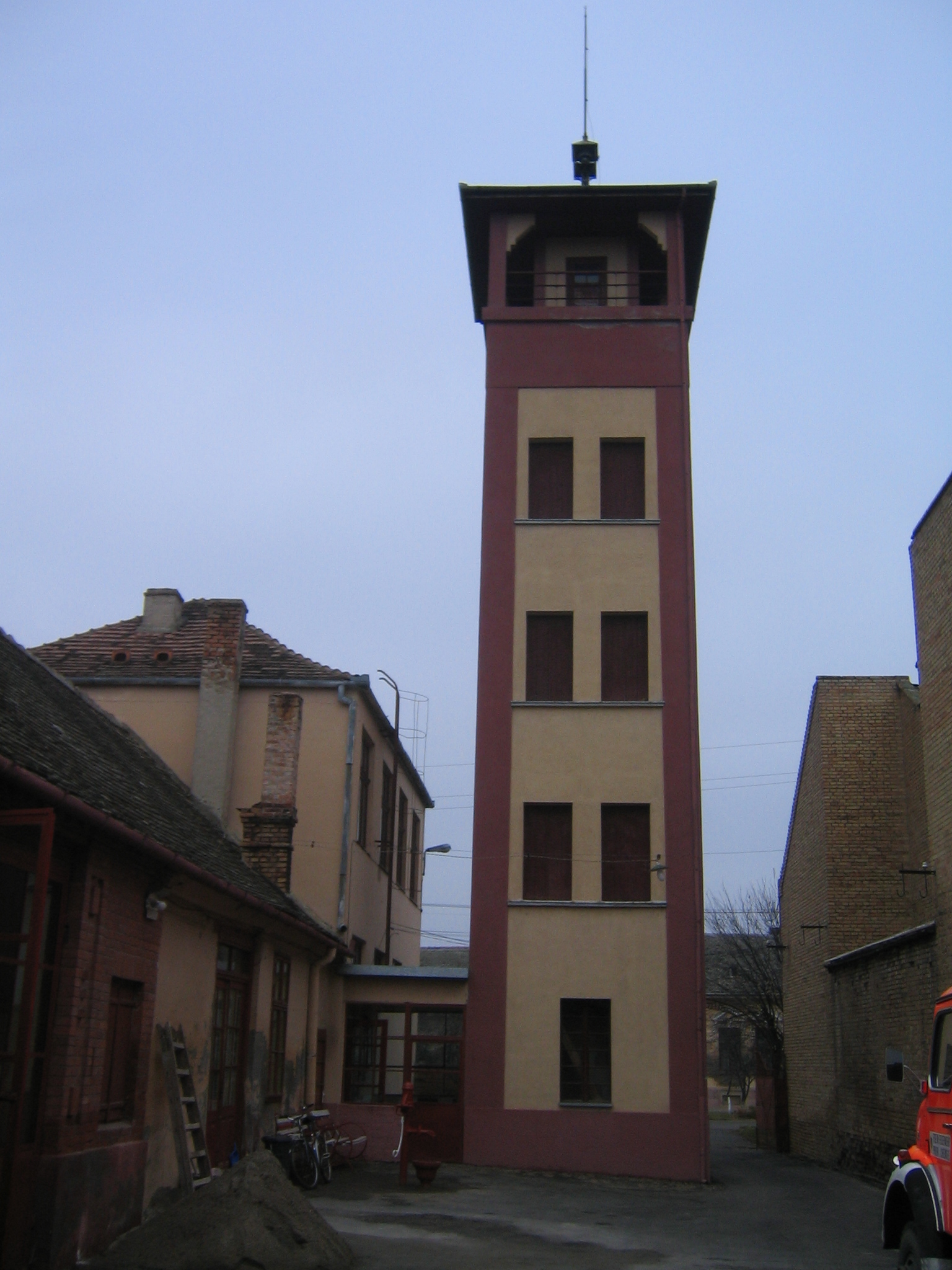
Tűzoltótorony
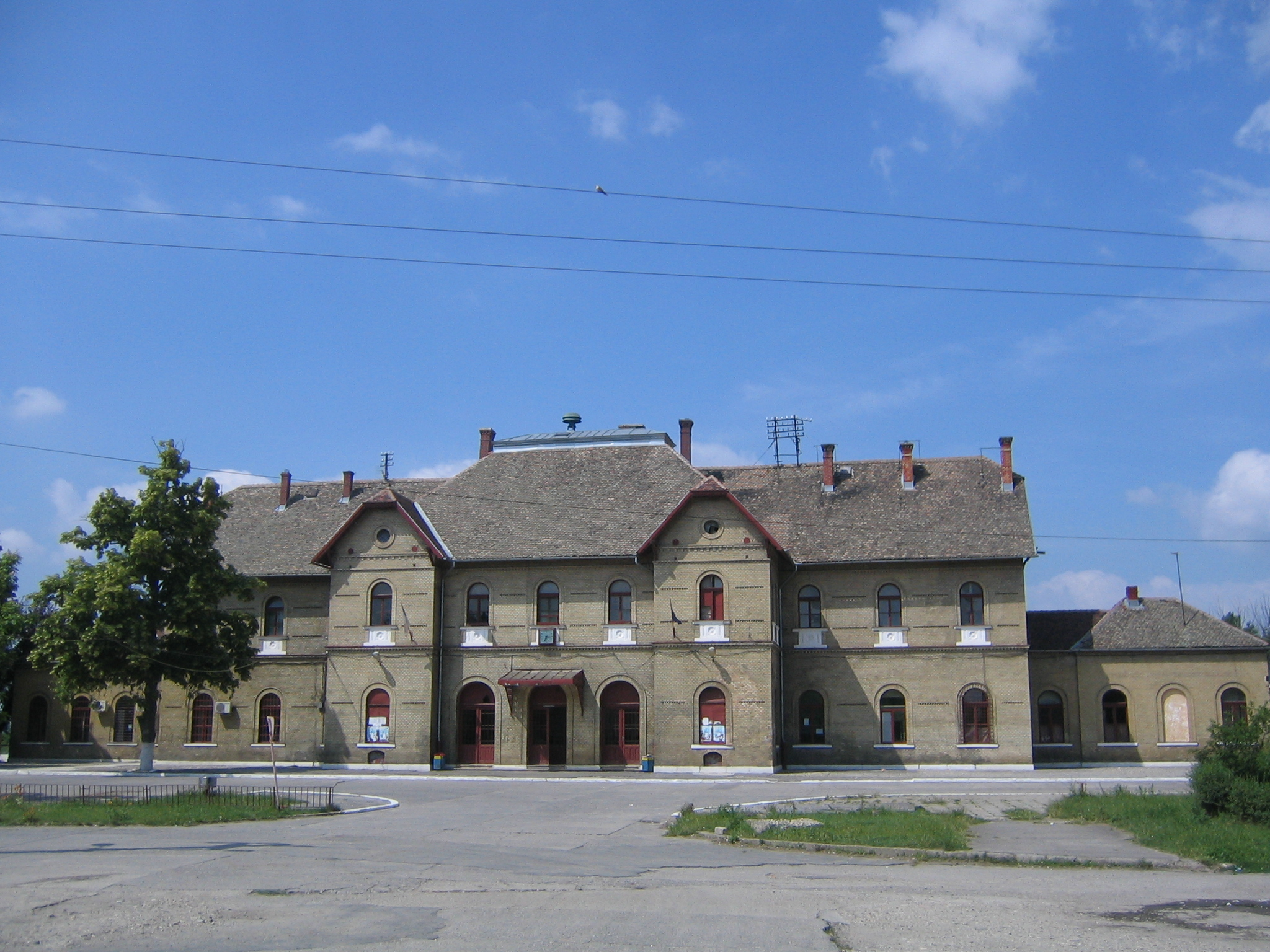
Vasútállomás
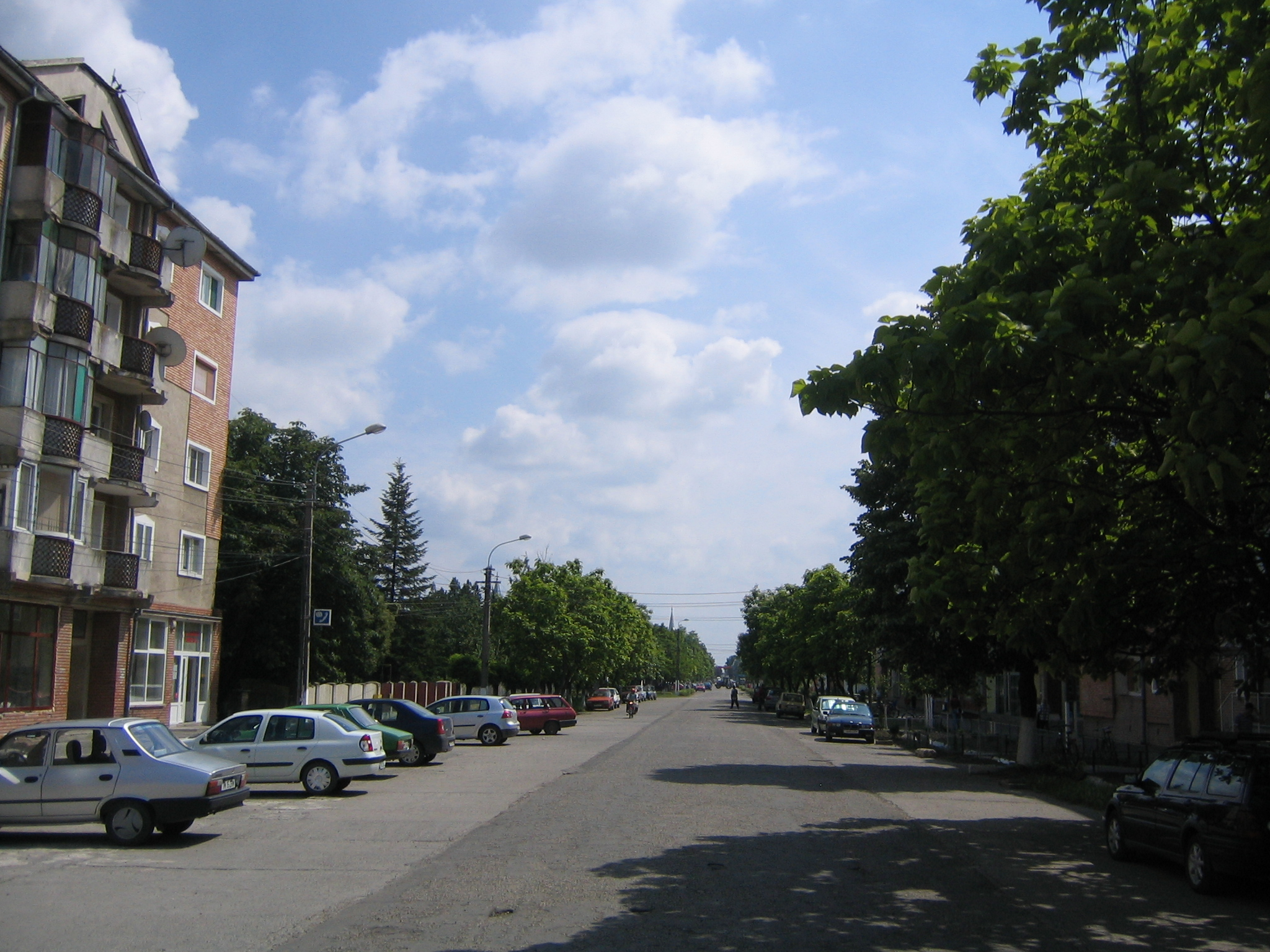
Utcarészlet

## Fordítás
- Ez a szócikk részben vagy egészben  a   Jimbolia című román Wikipédia-szócikk ezen változatának fordításán alapul.  Az eredeti cikk szerkesztőit annak laptörténete sorolja fel. Ez a jelzés csupán a megfogalmazás eredetét és a szerzői jogokat jelzi, nem szolgál a cikkben szereplő információk forrásmegjelöléseként.